# ハンケル変換
ハンケル変換 (Hankel transform) とは、連続関数に対する積分変換 (en) である。関数 f(r) に対する次数 {\displaystyle \nu } のハンケル変換は以下で定義される。
{\displaystyle F_{\nu }(k)=\int _{0}^{\infty }f(r)J_{\nu }(kr)\,r\,dr}
ここで Jν は次数 ν (ν ≥ −1/2) のベッセル関数である。そして、基底関数の直交性から、逆ハンケル変換 Fν(k) は以下となることが分かる。
{\displaystyle f(r)=\int _{0}^{\infty }F_{\nu }(k)J_{\nu }(kr)k~dk}
ハンケル変換はドイツの数学者ヘルマン・ハンケルにより提案され、フーリエ・ベッセル変換と呼ばれることもある。無限区間におけるフーリエ変換と有限区間のフーリエ級数の関係と同様の関係が、ハンケル変換とフーリエ・ベッセル変換の間にもあると言える。

## 定義域
関数 f(r) のハンケル変換が定義されるのは、f(r) が連続で区間 (0, ∞) で定義されているか、区分的に連続で (0, ∞) 内のどの小区間でも有限であり、かつ積分
{\displaystyle \int _{0}^{\infty }|f(r)|\,r^{1/2}\,dr}
が有限であるときである。
しかしフーリエ変換と同様に、たとえば {\displaystyle f(r)=(1+r)^{-3/2}} のような、上の積分が有限でないような関数にも拡張できるが、ここでは触れない。

## 基底関数の直交性
ベッセル関数を使うことで、重み因子 r に関して直交基底 (en) を作ることができる。
{\displaystyle \int _{0}^{\infty }J_{\nu }(kr)J_{\nu }(k'r)r~dr={\frac {\delta (k-k')}{k}}}
ここで k と k' はどちらも 0 より大きい。

## プランシュレルの定理とパーセバルの定理
関数 f(r) と g(r) のハンケル変換 Fν(k) と Gν(k) が定義できるとき、プランシュレルの定理 (en) により以下が成り立つ。
{\displaystyle \int _{0}^{\infty }f(r)g(r)r~dr=\int _{0}^{\infty }F_{\nu }(k)G_{\nu }(k)k~dk.}
プランシュレルの定理の特別な場合がパーセバルの定理であり、以下で示される。
{\displaystyle \int _{0}^{\infty }|f(r)|^{2}r~dr=\int _{0}^{\infty }|F_{\nu }(k)|^{2}k~dk.}
これらのことは、基底の直交性から導かれる。

## 他の積分変換との関連

### フーリエ変換との関連
零次のハンケル変換は、回転対称な関数の二次元フーリエ変換と同じである。
動径ベクトル r の二次元関数 f(r) のフーリエ変換は以下のようになる。
{\displaystyle F(\mathbf {k} )={\frac {1}{2\pi }}\iint f(\mathbf {r} )e^{-i\mathbf {k} \cdot \mathbf {r} }\,d\mathbf {r} .}
ここで極座標系 (r, θ) を考え、ベクトル k が θ = 0 の軸上の値を取るとすると、上のフーリエ変換は以下のように書ける。
{\displaystyle F(\mathbf {k} )={\frac {1}{2\pi }}\int _{r=0}^{\infty }\int _{\theta =0}^{2\pi }f(r,\theta )e^{-ikr\cos(\theta )}\,r\,dr\,d\theta }
ここで θ はベクトル k と r の間にある角度である。関数 f が回転対称であれば、角度 θ に依存しなくなり、 f(r) と書ける。θ に関して積分すると、フーリエ変換は以下のようになる。
{\displaystyle F(\mathbf {k} )=F(k)=\int _{0}^{\infty }f(r)J_{0}(kr)r\,dr}
これが関数 f(r) の零次のハンケル変換である。

### フーリエ変換、アーベル変換との関連
ハンケル変換は、FHA サイクル (en) と呼ばれる積分演算のうちの一つである。二次元変換では、A をアーベル変換 (en)、F をフーリエ変換、H を零次のハンケル変換のそれぞれ演算子とすると、投影断層定理 (en) の特別な場合として回転対称な関数については以下のようになる。
{\displaystyle FA=H.\,}
つまりある関数にアーベル変換を1次元関数に適用し、その結果にフーリエ変換を適用することと、その関数にハンケル変換を適用することは、等価である。これは多次元に拡張できる。

## 変換表
| {\displaystyle f(r)\,}                             | {\displaystyle F_{0}(k)\,}                                                                                          |
| -------------------------------------------------- | --- |
| {\displaystyle 1\,}                                | {\displaystyle \delta (k)/k\,}                                                                                      |
| {\displaystyle 1/r\,}                              | {\displaystyle 1/k\,}                                                                                               |
| {\displaystyle r\,}                                | {\displaystyle -1/k^{3}\,}                                                                                          |
| {\displaystyle r^{3}\,}                            | {\displaystyle 9/k^{5}\,}                                                                                           |
| {\displaystyle r^{m}\,}                            | {\displaystyle {\frac {2^{m+1}\Gamma (m/2+1)}{k^{m+2}\Gamma (-m/2)}}\,} for m odd {\displaystyle 0???\,} for m even |
| {\displaystyle {\frac {1}{\sqrt {r^{2}+z^{2}}}}\,} | {\displaystyle {\frac {e^{-k\|z\|}}{k}}={\sqrt {\frac {2\|z\|}{\pi k}}}K_{-1/2}(k\|z\|)\,}                          |
| {\displaystyle {\frac {1}{r^{2}+z^{2}}}\,}         | {\displaystyle K_{0}(k\|z\|)\,}                                                                                     |
| {\displaystyle e^{iar}/r\,}                        | {\displaystyle i/{\sqrt {a^{2}-k^{2}}}\quad (a>0,k<a)\,}                                                            |
| {\displaystyle \,}                                 | {\displaystyle 1/{\sqrt {k^{2}-a^{2}}}\quad (a>0,k>a)\,}                                                            |
| {\displaystyle e^{-a^{2}r^{2}/2}\,}                | {\displaystyle {\frac {e^{-k^{2}/2a^{2}}}{a^{2}}}}                                                                  |
| {\displaystyle -r^{2}f(r)\,}                       | {\displaystyle {\frac {d^{2}F_{0}}{dk^{2}}}+{\frac {1}{k}}{\frac {dF_{0}}{dk}}}                                     |

{\displaystyle K_{n}(z)} は第2種変形ベッセル関数である。表中の
{\displaystyle {\frac {d^{2}F_{0}}{dk^{2}}}+{\frac {1}{k}}{\frac {dF_{0}}{dk}}}
は、球対称な関数 {\displaystyle F_{0}(k)} に極座標系 {\displaystyle (k,\theta )} におけるラプラス演算子 (en) を適用することを意味する。